# Прачинбури
Прачинбури е една от 76-те провинции на Тайланд. Столицата ѝ е едноименния град Прачинбури. Населението на провинцията е 479 314 души (31 декември 2014) – 61-ва по население, а площта 4762,4 кв. км (45-а по площ). Намира се в часова зона UTC+7. Разделена е на 7 района, които са разделени на 65 общини и 658 села.